# Cultura de Cucuteni

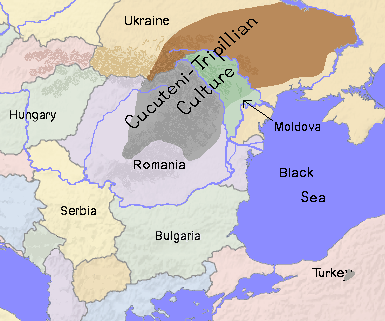
Mapa da das regiões de superioridade da Cultura de Cucuteni.

A cultura de Cucuteni, também chamada de Cultura Tripiliana foi uma cultura do período Neolítico que ocupou a região das atuais Romênia, Moldávia e Ucrânia.
Suas residências, geralmente retangulares, eram dispostas em linhas ou em círculos concêntricos, atestando a existência de planos de construção pré-estabelecidos. Alguns destes assentamentos, especialmente no leste da região, parecem ter compreendido várias centenas de habitações. Nestas construções utilizavam-se madeira e uma mistura de argila e palha, e, muito raramente, pedras.
A principal característica dessa cultura é a sua cerâmica, provavelmente produzida com o auxílio de uma roda de oleiro primitiva, e pintada de modo peculiar. A decoração, a princípio constituída de incisões e ranhuras, posteriormente passou a pinturas monocrômicas, e combinações de dois tons ou tricolores, preto, branco e vermelho. As ferramentas, fabricadas com ossos e chifres, eram ricas e variadas. Na escultura, representavam figuras antropomórficas ricamente decoradas, inicialmente com gravuras lineares e mais tarde motivos pintados. Predominavam as figuras femininas, o que sugere uma organização social matriarcal.
A economia Cucuteni era essencialmente agrícola. A importância da caça e da criação de animais dependia das condições ambientais, e a pesca e a coleta eram igualmente importantes.
Não foram descobertos cemitérios Cucutenis, apenas sepulturas individuais.